# ラルフ・バーコヴィッツ
ラルフ・バーコヴィッツ (Ralph Berkowitz、1910年9月5日 - 2011年8月2日) はアメリカの作曲家、クラシックミュージシャン、画家。

## 経歴
ラルフ・バーコヴィッツはニューヨーク市ブルックリン区で、ルーマニア・ブカレストから移住してきたユダヤ人夫婦、マチルダとウィリアムの間に生まれた。父親は、若い彼の音楽的教養と経験を形成することを支援した。1927年、フィラデルフィアのカーティス研究所に入学し、後に教職員になった。1940年、グレゴール・ピアティゴルスキーの伴奏者となり、1976年にチェリストを引退するまで継続した。他の共演者としては、ジャン・ピアース(テノール歌手)、フェリックス・サモンド(チェリスト)、ジョルジェ・エネスク(バイオリニスト、作曲家)などが挙げられる。彼はピアティゴルスキーや、バイオリニストのエウディーネ・シャピロをはじめとする多くの人たちと幅広く録音を行った。
1946年から1951年まで、タングルウッドの地でセルゲイ・クーセヴィツキーのエグゼクティブ・アシスタントを務めた後、バークシャー音楽センターの学部長に就任し、1961年まで務めた。彼は学部長として、アーロン・コープランド、レナード・バーンスタインを含む多くの教員を取り仕切った。この間の有名な学生には、ズービン・メータ、ロリン・マゼール、クラウディオ・アバドなどがいる。また、セルゲイ・クーセヴィツキーの死後、ボストン交響楽団のマネージャーであるトッド・ペリーと共に、タングルウッド音楽祭を主催した。
彼はアレンジャーや作曲家として広く作品を出版した。歌手とオーケストラのための曲A Telephone Callは最も有名な作品である。
1961年にニューメキシコ州アルバカーキに移り、2011年に亡くなるまで住み続けた。彼が初めてアルバカーキに来たのは1940年のことで、The June Music Festivalと呼ばれる室内楽の祭典にゲスト・アーティストとして出演するためだった。その後1980年代まで、祭典のアーティストとして活躍し続けた。
ニューメキシコに移住してきてから1968年まで、ニューメキシコ大学のPopejoy Hallに移籍し、アルバカーキ・シビック・オーケストラ（ニューメキシコ交響楽団）のマネージャーとなった。
2002年、彼はダロン・ハーゲンに、バーコヴィッツとハーゲンの名前に由来するピッチをテーマにしたピアノ・バリエーションのセットである、最も知的に厳格な作品を作曲するよう依頼した。この作品はカール・フィッシャー (楽譜出版社)から入手できる。彼は2010年9月に100歳を迎え、翌年の8月に亡くなった。

## ディスコグラフィ
- "RCA Red Seal Century - Soloists & Conductors", 2 CD / RCA Records / 2001-10-23
- "Stravinsky: Petroushka Suite; Toch: Violin Sonata", 1 CD / Crystal Records / 1998-01-02 [6]